# Декафторид тетракремния
Декафторид тетракремния — неорганическое соединение,
фторпроизводное тетрасилана с формулой Si4F10,
бесцветные кристаллы,
гидролизуется водой,
пары́ самовоспламеняются на воздухе.

## Получение
- Термическое разложение при 300°С полимерного дифторида кремния с последующим разделением смеси галогенидов фракционной перегонкой при пониженном давлении.
- Реакция полимерного дифторида кремния и тетрафторида кремния с последующим разделением смеси галогенидов фракционной перегонкой при пониженном давлении.

## Физические свойства
Декафторид тетракремния образует бесцветные кристаллы,
гидролизуется водой,
пары́ самовоспламеняются на воздухе.